# Kinnarodden

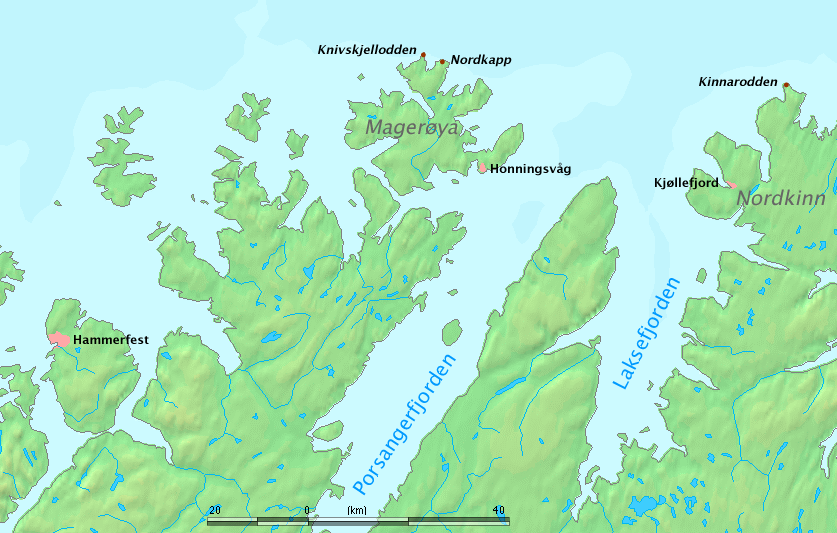
Nordkapp (mitten) och Kinnarodden (höger)

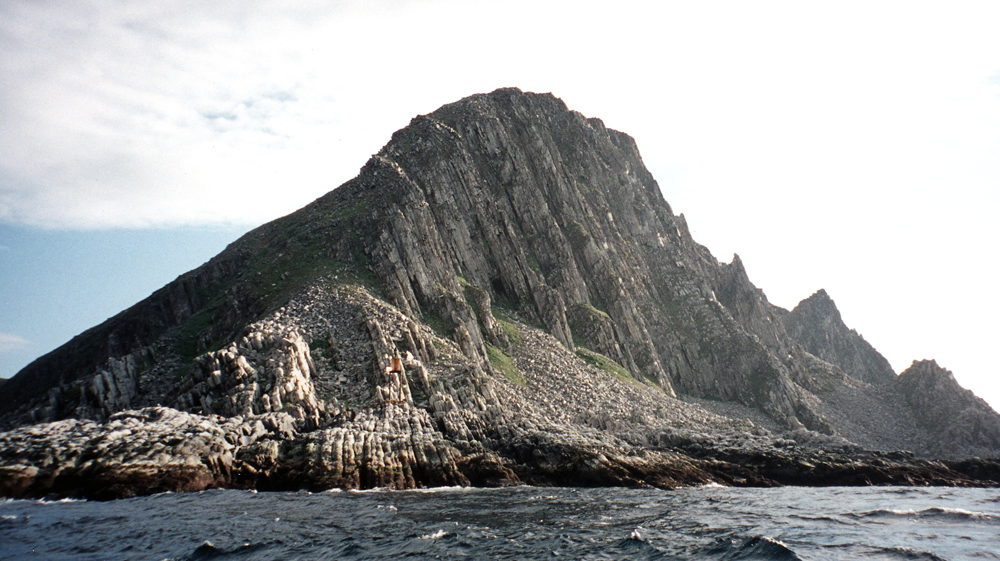
Kinnarodden

Kinnarodden, också kallad Nordkinn eller Nordkyn, är Norges och det europeiska fastlandets nordligaste punkt och är därmed en av världens yttersta platser.
Ofta betraktas Knivskjellodden i närheten av Nordkap som den nordligaste punkten i Norge, trots att den ligger på en ö (Magerøya) och inte på det eurasiska fastlandet.
Till Kinnarodden kan man ta sig till fots på åtta–tolv timmar (24 kilometer) från Mehamn eller med båt. Berget intill Kinnarodden är 237 meter högt.